# Porfier

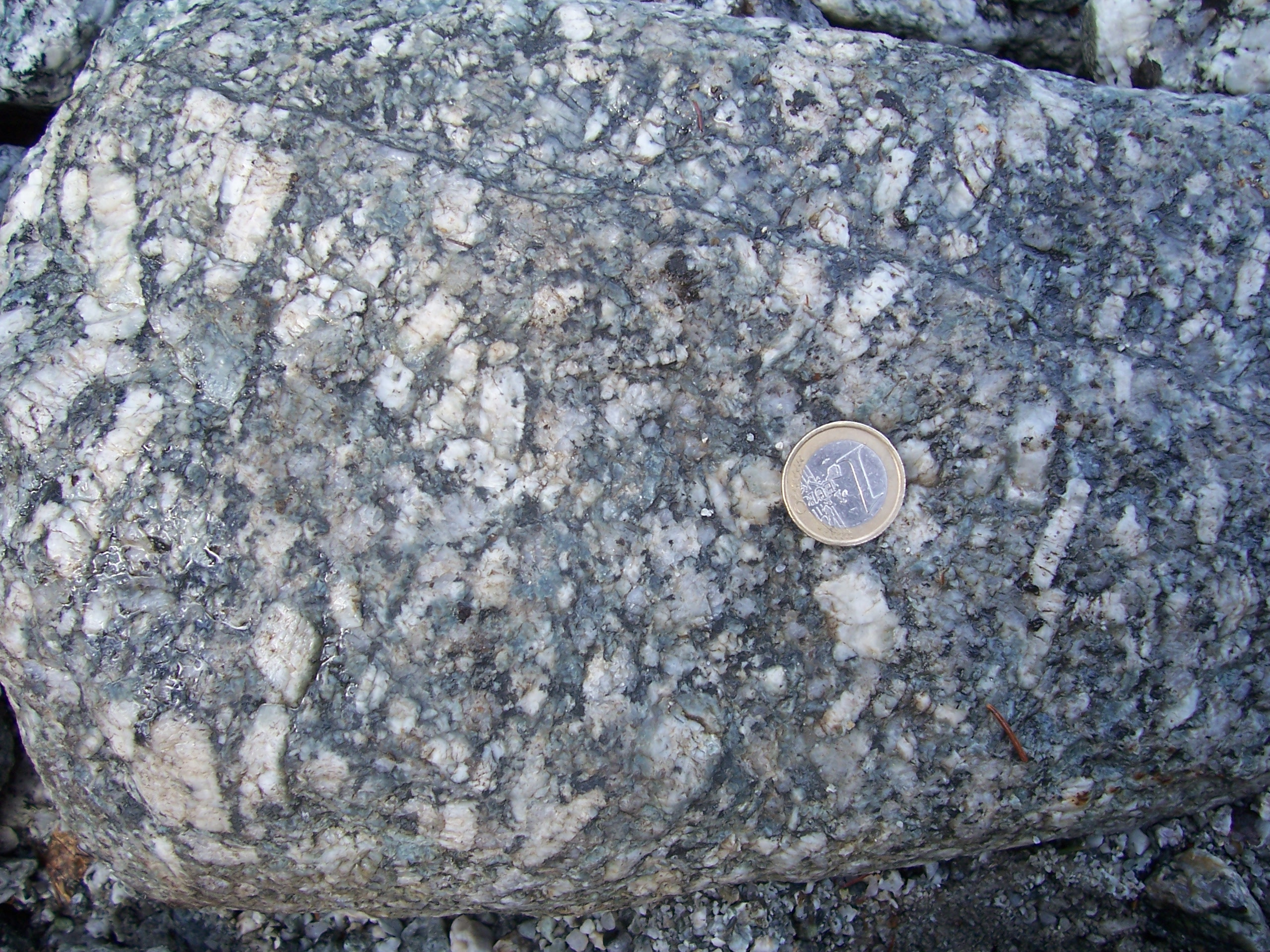
Graniet met een porfirische textuur, Mont Blancmassief, Zwitserland.

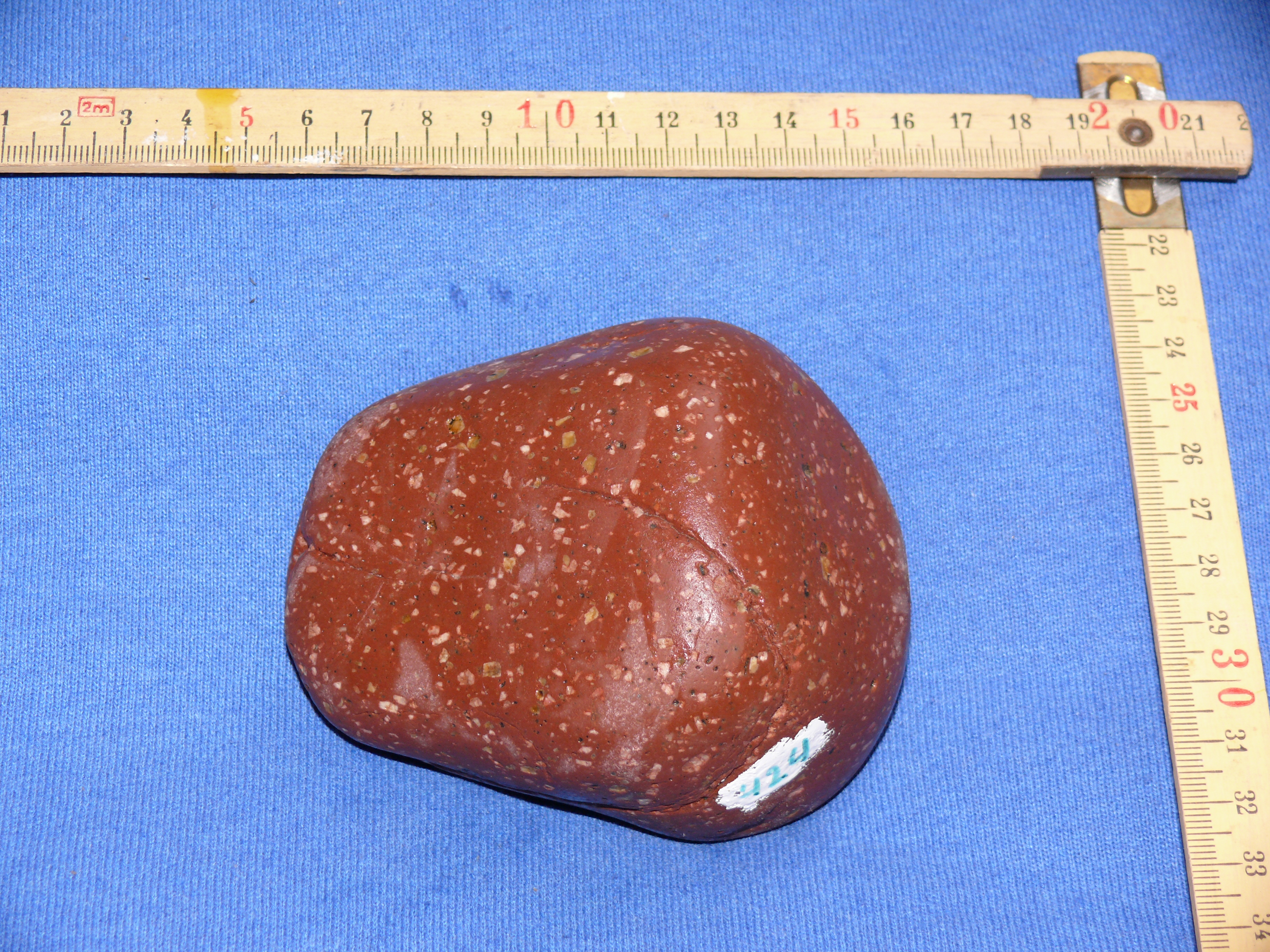
Een afgerond stuk porfier met de samenstelling van basalt/diabaas.

Porfier (ook wel: porfirisch gesteente) is een stollingsgesteente met een typische textuur van relatief grote fenocrysten in een grondmassa van kleinere kristallen. Deze textuur wordt een porfirische textuur genoemd.
Porfirische texturen kunnen afanitisch (microscopisch) of faneritisch (macroscopisch) zijn, waarbij respectievelijk de kristallen in de grondmassa niet te onderscheiden zijn (zoals bij basalt) en de kristallen wel nog te zien zijn met het blote oog (zoals bij graniet).
Een voorbeeld van een gesteente dat vaak als porfier voorkomt is graniet, dat grote veldspaat-fenocrysten kan bevatten. Bij zo'n gesteente is de petrologische naam (naamgeving op chemische samenstelling) graniet en de texturele naam (naamgeving op textuur) porfier. Het duidelijkst is natuurlijk het gesteente dan porfirische graniet of granitische porfier te noemen, maar meestal kiest men voor een van de twee.

## Eigenschappen
Porfirische gesteenten vertellen iets over de samenstelling van het magma waaruit het stollingsgesteente is ontstaan. Grotere kristallen zijn eerder ontstaan dan kleinere, hebben de tijd gehad om te groeien en met behulp van de Bowen-reactiereeks is de herkomst en samenstelling van het magma te achterhalen. Een bekend porfirisch gesteente is een porfier, dat paars van kleur is. Andere typisch porfirische gesteenten zijn Rapiviki-graniet en andesiet.

## Menselijk gebruik
Omdat faneritische porfieren vaak een grote hardheid en druk- en slijtvastheid hebben en een opvallend uiterlijk, worden ze in de constructie op diverse manieren als natuursteen gebruikt. Voorbeelden zijn straatstenen (zoals kasseien of "kinderkoppen"), als siersteen, als steenslag voor beton en als spoorwegballast. In België wordt porfier gewonnen in de groeves van Quenast, Bierk en Lessen.
In de oudheid werd porfier gewonnen in Egypte, waar het speciaal gebruikt werd ter ere van de farao. De keizers van het Oost-Romeinse rijk in Constantinopel werden op een porfieren troon gekroond en in porfieren sarcofagen bijgezet.
Ook het praalgraf van Napoleon in het Hôtel des Invalides is gemaakt van porfier uit Chokcha (toen in Finland, nu Rusland). Nog een voorbeeld waar porfier gebruikt wordt is de Sagrada Familia (het levenswerk van Gaudí in Barcelona), daar bestaan de 4 grootste en meest centrale pilaren (die symbool staan voor de 4 evangelisten) ook uit dit gesteente.
Porfier geldt ook als verwijzing naar een 33e huwelijksverjaardag.